# Guillaume Bigourdan
Guillaume Bigourdan (Sistels, Tarn-et-Garonne, 6 d'abril de 1851 - † París, 28 de febrer de 1932) fou un astrònom francès.
L'any 1877 va ser proposat per Félix Tisserand com a astrònom ajudant a l'Observatori de Tolosa de Llenguadoc i l'any 1879 va seguir a Tisserand a l'Observatori de París, on més tard arribaria ser director.
Va dedicar molts anys a la verificació de les posicions de 6380 nebuloses. Esperava establir la base de futurs estudis del moviment propi de les nebuloses; cosa que resultaria ser en va, atès que les nebuloses distants no poden mostrar cap moviment propi. No obstant això, descobriria 500 nous objectes, entre ells l'asteroide (390) Alma.
L'any 1902 va participar en l'intent de redeterminar amb major precisió la diferència de longitud entre Londres i París. Va arribar a ser membre de l'Oficina de Mesures l'any 1903, i membre de l'Acadèmia Francesa de les Ciències l'any 1904.
Va descriure un mètode per a l'ajust de telescopis de muntatge equatorial, que es coneix com el mètode de Bigourdan.
Bigourdan va guanyar la Medalla d'Or de la Royal Astronomical Society de l'any 1919. Va ser director de l'Oficina Internacional de l'Hora entre 1919 i 1928.
Es va casar amb una filla d'Amédée Mouchez.